# David Hughes (cầu thủ bóng đá, sinh năm 1958)
David Thomas Hughes (19 tháng 3 năm 1958 – tháng 9 năm 2023) là một cựu cầu thủ bóng đá người Anh có 87 lần ra sân ở Football League thi đấu cho Aston Villa, Lincoln City và Scunthorpe United, trước khi chuyển sang bóng đá non-league với Worcester City. Ông thi đấu ở vị trí tiền vệ., Ông qua đời ở tuổi 65 vào tháng 9 năm 2023.